# Kanton Montceau-les-Mines-Nord
Der Kanton Montceau-les-Mines-Nord war von 1973 bis 2015 ein französischer Wahlkreis im Arrondissement Chalon-sur-Saône im Département Saône-et-Loire und in der Region Burgund.

## Gemeinden
Der Kanton bestand aus einem Teil der Stadt Montceau-les-Mines.